# Lacul Hulun
Lacul Hulun sau „Hulun Nur” (mongol: Nur = lac, are o suprafață de  2.315 km², este situat în punctul cel mai nord-estic al Chinei pe Teritoriul autonom mongol, Mongolia Interioară, podișul Barga. In mod obișnuit lacul nu are scurgere, excepții fac anii ploioși când crește nivelul apei lacului. In aceste cazuri se revarsă lacul în râul Argun. Adâncimea medie a lacului în anotimpurile secetoase variază între 6 și 9 m, fiind ca suprafață pe lista lacurilor din China pe locul cinci. Lacul are o altitudinea de 539 m deasupra n.m.  cu maluri relativ joase, pe alocuri stâncoase.
In lac trăiesc cel puțin 30 de specii de pești, iar în regiunea lacului este o faună bogată cu cel puțin 200 de specii de păsări. Localități în apropiere sunt la 150 km distanță orașul Hailar cu centrul administrativ Hulun Buir, iar la nord-vest la circa 150 km se află  Halhin Gol unde a avut un confict mlitar, (1938/1939) privind granița sovieto-japoneză.